# Stefano Peschiera
Stefano Peschiera (født 16. januar 1995) er en peruviansk sejler.
Han repræsenterede Peru ved sommer-OL 2016 i Rio de Janeiro, hvor han blev nummer 31 i laser.
Under sommer-OL 2020 i Tokyo, som blev afholdt i 2021, blev han nummer 25.
Han repræsenterede Peru igen ved Sommer-OL 2024 i Paris, hvor han vandt bronzemedaljen i mændenes Laser-klasse.